# Nyerőgép
Azok a régi nyerőgépek, amelyeket gyakran „félkarú rabló”-nak is neveznek, a modern fizikai szerencsejátékgépek és virtuális nyerőgépek elődjeit képviselik. E játékok története a 19. század végére nyúlik vissza, amikor is az első mechanikus szerencsejáték-automaták megjelentek.
Ezek a korai gépek egyszerű szerkezetükkel és egyetlen karjukkal lehetőséget adtak a játékosoknak arra, hogy egy gombnyomással próbálják meg szerencséjüket, miközben a gép forgó dobokra vagy tárcsákra alapozott játékot kínált nekik. A félkarú rablók hamar népszerűségre tettek szert, és azok az ikonikus gyümölcsös szimbólumok, amelyek ma is megtalálhatók a modern változatokban, már ebben az időszakban is jelen voltak.
A félkarú rablók az évek során digitális szerencsejátékokká (is) alakultak át. Ma már számos változatuk létezik, amelyek különböző témákkal és bónuszjátékokkal rendelkeznek, ugyanakkor a hagyományosabbnak tekinthető félkarú rablókból is találni még néhány példányt.

## A nyerőgép története, az első nyerőgép
Az első nyerőgépet, a Liberty Bell-t Charles Fey, egy San Franciscó-i autószerelő találta fel 1895-ben. A gép három forgó tárcsával rendelkezett, amelyeken gyémánt, ásó, szív szimbólumok és egy repedt Liberty Bell kép volt látható. A legnagyobb nyereményt az egymás utáni három Liberty Bell szimbólum hozta, összesen ötven centet vagy tíz nikkelt ért. Az eredeti Liberty Bell nyerőgép még ma is megtekinthető a Liberty Belle Saloon & Restaurantban, Renóban, Nevadában.

## A nyerőgépek fejlődése
Az 1907-ben létrehozott Operator's Bell nyerőgép fontos mérföldkő volt a nyerőgépek evolúciójában. Ezen a gépen már szerepeltek gyümölcs szimbólumok, mint például a cseresznye, a szőlő és a narancs, amelyek a mai modern nyerőgépek ismert szimbólumai közé tartoznak. Ezek a gyümölcs szimbólumok a jelenlegi formák alapját képezik, és a játékgépek ikonikus elemeivé váltak.
A nyerőgépek további fejlesztése az évek során folytatódott. Az 1970-es években a mikroprocesszorok és a digitális technológia megjelenése lehetővé tette az elektromechanikus gépek helyettesítését digitális kijelzőkkel és számítógép-alapú rendszerekkel. Ez jelentősen növelte a játékgépek szórakoztató és interaktív képességeit.
Az internet térnyerésével a nyerőgépek online változatai is népszerűvé váltak. Az online kaszinók széles választékban kínálnak különböző típusú nyerőgépeket, amelyek különböző témákat és funkciókat kínálnak a játékosoknak. Az online nyerőgépek tovább fejlődtek, és most már olyan speciális funkciókat kínálnak, mint például progresszív jackpotok, animációk, és interaktív bonusz játékok.

## A klasszikusoktól egészen a modernekig
A klasszikus és modern nyerőgépek átmenete egy hosszú fejlődési folyamatot mutat be az idők során. A klasszikus nyerőgépek egyszerű mechanikai szerkezetekből álltak, és hagyományos szimbólumokkal rendelkeztek, például gyümölcsökkel, számokkal és csengőkkel. Ezek a gépek általában három vagy öt tárcsával rendelkeztek, és a játékosoknak az volt a feladatuk, hogy megfelelő kombinációkat hozzanak létre a tárcsákon, hogy nyerjenek.
Az átmenet a modern nyerőgépek felé fokozatosan kezdődött az elektronika és a számítógépek térhódításával. A modern nyerőgépek már digitális technológiát alkalmaznak, és általában video nyerőgépeknek nevezik őket. Ezek a gépek sokkal több szimbólumot és nyerővonalat tartalmaznak, valamint különleges funkciókat és bónuszköröket kínálnak a játékosoknak. A grafika és az animációk is színvonalasabbak, részletesebbek, és gyakran saját tematikával rendelkeznek. A klasszikus és modern nyerőgépek közötti átmenet tehát elsősorban a technológia fejlődését tükrözi. 

### Volatilitás és RTP-arány
A volatilitás azt jelzi, milyen gyakran és milyen mértékben fizet a nyerőgép. Magas volatilitású játékok ritkábban fizetnek, de nagyobb nyereményeket kínálnak. Alacsony volatilitású játékok gyakrabban hoznak kisebb nyereményeket.
Az RTP egy százalékos érték, amely azt mutatja meg, hogy a játékosok által befizetett összegek hány százalékát fizeti vissza a nyerőgép hosszú távon. Például egy 95%-os RTP azt jelenti, hogy minden 100 egységnyi tét után átlagosan 95 egység kerül visszafizetésre a játékosoknak. Minél magasabb az RTP, annál kedvezőbb a játékos számára.
Fontos megjegyezni, hogy ezek az értékek hosszú távú átlagokat jelentenek, és nem garantálják a rövid távú nyereményeket vagy veszteségeket. A volatilitás és az RTP együttesen határozzák meg a nyerőgépes játékok jellegét és vonzerejét különböző típusú játékosok számára.

## A játékfejlesztők
Számos, a szerencsejáték világában igen nagy hírnévvel rendelkező játékszolgáltató vagy játékfejlesztő van jelen a piacon, amelyek egymással versengve igyekeznek olyan játékokat létrehozni, amelyekkel megnyerhetik a játékosok tetszését. A jelenlegi legnépszerűbb játékszolgáltatók között megtalálható a Pragmatic Play, a Push Gaming, a Play N Go vagy a Novomatic neve.

## A virtuális nyerőgépek fejlesztése
Az online kaszinók fejlesztői gyakran a legmodernebb technológiákat használják, hogy modern, 3D-s grafikákat és animációkat hozzanak létre. Ezen kívül egyes játékok interaktív játékmenettel rendelkeznek, amelyek lehetővé teszik a játékosoknak, hogy részt vegyenek különböző feladatokban vagy döntéseket hozzanak a játék során. Ezek az egyedi nyerőgépek emellett mobilbarát verziókban is elérhetők, így bárhol és bármikor elérhetők. A legnevesebb játékstúdiók (Whimsy Games, Slavna Game Studio, BetMGM) folyamatosan fejlesztik a felhozatalukat, a legmodernebb technikákat alkalmazva.

## A felelősségteljes játék fontossága
A nyerőgépek megítélése erősen megosztó, ugyanis a szerencsejátékok legelterjedtebb formájaként akár veszélyt is jelenthetnek a függőségekre hajlamosabb személyek számára. A szerencsejátékok kockázatot hordoznak, ezért fontos, hogy a játékosok tisztában legyenek a saját korlátaikkal. Azok a játékszolgáltatók, amelyek legális módon, a vonatkozó jogszabályokat és szerencsejáték-korlátozásokat szem előtt tartva működnek, lehetőséget adnak a játékosoknak az önkorlátozásra, ugyanakkor ezeknek a játékoknak a forgalmazói egyértelmű és könnyen elérhető kapcsolatot biztosítanak a játékosok és a szerencsejáték-függőséggel foglalkozó segélyszervezetek között.